# ديك كلارك
ريتشارد واجستاف (Richard Wagstaff) «ديك» كلارك (المولود في 30 من نوفمبر 1929م - المتوفي في 18 من أبريل 2012م) هو مذيع ومقدم برامج إذاعية وتليفزيونية، اشتهر بتقديمه لأطول برنامج منوعات تليفزيوني أمريكي، وهو المنصة الأمريكية (American Bandstand)، والذي استمر عرضه منذ عام 1957م إلى 1987م. كما قدم كلارك كلاً من برنامج المسابقات الهرم (Pyramid)، والبرنامج السنوي  ليلة رأس السنة الجميلة مع ديك كلارك (Dick Clark's New Year's Rockin' Eve)، والذي اعتاد أن ينقل احتفالات ميدان التايمز (Times Square) بليلة رأس السنة لكل أنحاء العالم.
وخلال مشواره كمقدم برنامج المنصة الأمريكية، استطاع كلارك أن يستخدم مهارات تواصله القوية في أن يكون له «الفضل الأول في الترويج والسماح لموسيقى روك أند رول (rock and roll) في الانتشار»، ليس فقط بين جيل المراهقين في الولايات المتحدة، ولكن بين جيل الكبار أيضًا. فقد أعطى البرنامج الفرصة للكثير من الفنانين الجدد في الظهور لأول مرة للجمهور الأمريكي، ومن هؤلاء الفنانين؛ آيك وتينا تيرنر (Ike and Tina Turner)، وفريق إسموكي روبينسون والمعجزات (Smokey Robinson and the Miracles)، وستيفي واندر (Stevie Wonder)، وفريق تاكينج هيدز (Talking Heads)، وسيمون وجارفونكيل (Simon & Garfunkel). وكان برنامجه هو الأول من نوعه الذي يتيح للبيض والسود الغناء سويًا على نفس المسرح، ولا يفصل بين الجمهور الأبيض والأسود في المقاعد في المسرح. يعتبر المطرب بول عنقا (Paul Anka) برنامج «المنصة الأمريكية» مسؤولاً عن تحديد «ثقافة الشباب» في ذلك الوقت. ودائمًا ما كان يُطلق على كلارك لقب «مراهق أمريكا الأكبر سنًا» (America's oldest teenager)، وذلك لمظهره الشاب دائمًا.
وعلاوة على ذلك، كان كلارك رجل أعمال ناجح، ولذا شغل منصب رئيس وكبير الإداريين التنفيذيين لشركة ديك كلارك للإنتاج، والتي باع جزءًا منها في سنواته الأخيرة. كما أسس كلارك سلسلة مطاعم «ذا أمريكان باندستاند دينر» (the American Bandstand Diner)، والتي صممت على نفس طراز مطاعم هارد روك كافيه (Hard Rock Cafe). وفي 1973م، قدم كلارك، وأنتج، البرنامج السنوي جوائز الموسيقى الأمريكية (American Music Awards)، على غرار جوائز الغرامي (Grammy Awards).
وفي ديسمبر 2004م، أُصيب كلارك بـسكتة دماغية (stroke) شديدة. لم يستعد كلارك القدرة على الكلام، وعلى الرغم من ذلك فإنه عاد من جديد لتقديم برنامج ليلة رأس السنة الجميلة في 31 من ديسمبر 2005م/1 من يناير 2006م. ثم ظهر كلارك في حفل جائزة إيمي (Emmy Award) في 27 من أغسطس 2006م، واستمر في تقديم برنامج ليلة رأس السنة الجميلة كل عام، حتى 2011م/2012م. توفى كلارك في 18 من أبريل 2012م، بعد إصابته باحتشاء عضل القلب، نتيجة عملية جراحية.

## وصلات خارجية
- Dick Clark's personal/radio web site
- Dick Clark Productions
- Dick Clark Papers at Syracuse University
- ديك كلارك على موقع IMDb (الإنجليزية)
- ديك كلارك على موقع الموسوعة البريطانية (الإنجليزية)
- ديك كلارك على موقع ميوزك برينز (الإنجليزية)
- ديك كلارك على موقع تيرنر كلاسيك موفيز (الإنجليزية)
- ديك كلارك على موقع قاعدة بيانات برودواي على الإنترنت (الإنجليزية)
- ديك كلارك على موقع إن إن دي بي (الإنجليزية)
- ديك كلارك على موقع أول ميوزيك (الإنجليزية)
- ديك كلارك على موقع ديسكوغز (الإنجليزية)
- ديك كلارك على موقع قاعدة بيانات الفيلم (الإنجليزية)
- Dick Clark's Rock, Roll and Remember newspaper comic strip series
- Dick Clark interviewed on the Pop Chronicles (recorded March 11, 1968)
- أخبار مُجمّعة وتعليقات عن Dick Clark في موقع صحيفة نيويورك تايمز.

### Videos
- "American Bandstand 30 Year Special" على يوتيوب, 1982
- 37th Daytime Emmy Awards - Tribute to American Bandstand and Dick Clark على يوتيوب, June 27, 2010